# Northeim
Northeim – miasto powiatowe w Niemczech, w kraju związkowym Dolna Saksonia, siedziba powiatu Northeim. W 2017 liczyło 29 040 mieszkańców.
W mieście rozwinął się przemysł maszynowy oraz włókienniczy.

## Historia
Pierwsze wzmianki o Northeim pochodzą z okolic 800 roku. Miejscowość była siedzibą rodu grafa von Northeim. Prawa miejskie otrzymała w 1252.
Od nadania praw miejskich, Northeim rozwijało się gospodarczo i kulturalnie nieprzerwanie do XVII wieku. Z tego okresu zachowały się m.in. kościół St. Sixti, kompleks St. Blasien oraz Kassebersche Dom. Rozwój miasta powstrzymało spustoszenie w czasie wojny trzydziestoletniej.
Miasto stało się ważnym miastem węzłowym poprzez rozbudowę sieci kolejowej w II połowie XIX wieku.
W 1939 miasto liczyło 11 tysięcy mieszkańców. W czasie II wojny światowej w mieście ucierpiał jedynie dworzec kolejowy. Po wojnie w Northeim osiedliło się ponad 5 tysięcy Niemców wysiedlonych z Prudnika.
Na początku 1970 do gminy Northeim wcielono 15 okolicznych miejscowości.

## Transport
Linia kolejowa nr 1732 łączy Northeim z Getyngą i Hanowerem. Linia kolejowa nr 2975 łączy Notheim z miastami znajdującymi się w południowej części Rezerwatu Przyrody Solling-Vogler.

## Liczba mieszkańców
1998 – 31 902
1999 – 31 804
2000 – 31 691
2001 – 31 432
2002 – 31 183
2003 – 31 033
2004 – 30 973
2005 – 30 744
2006 – 30 617
2007 – 30 294
2008 – 29 980
2009 – 29 657
2010 – 29 431
2017 – 29 040

## Ludzie związani z Northeim
- Otto II z Northeimu (1020–1083)
- Anna Naklab (* 1993)